# Eisenbahnunfall von Revere
Der Eisenbahnunfall von Revere war ein Auffahrunfall auf der Eastern Railroad im Bahnhof von Revere, Massachusetts, am Abend des 26. August 1871. 29 Menschen starben.

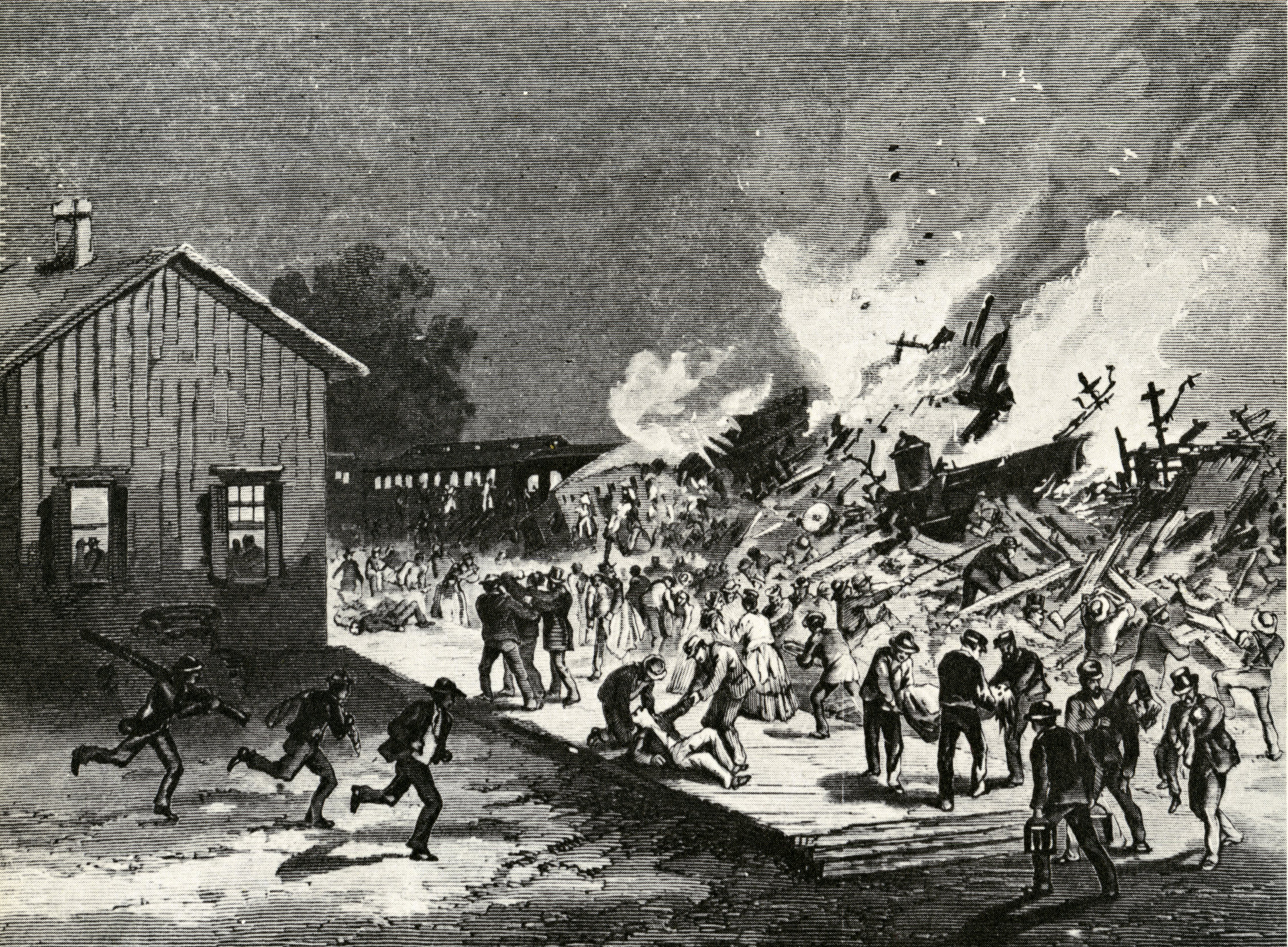
Darstellung des Unfalls in der Presse

## Ausgangslage

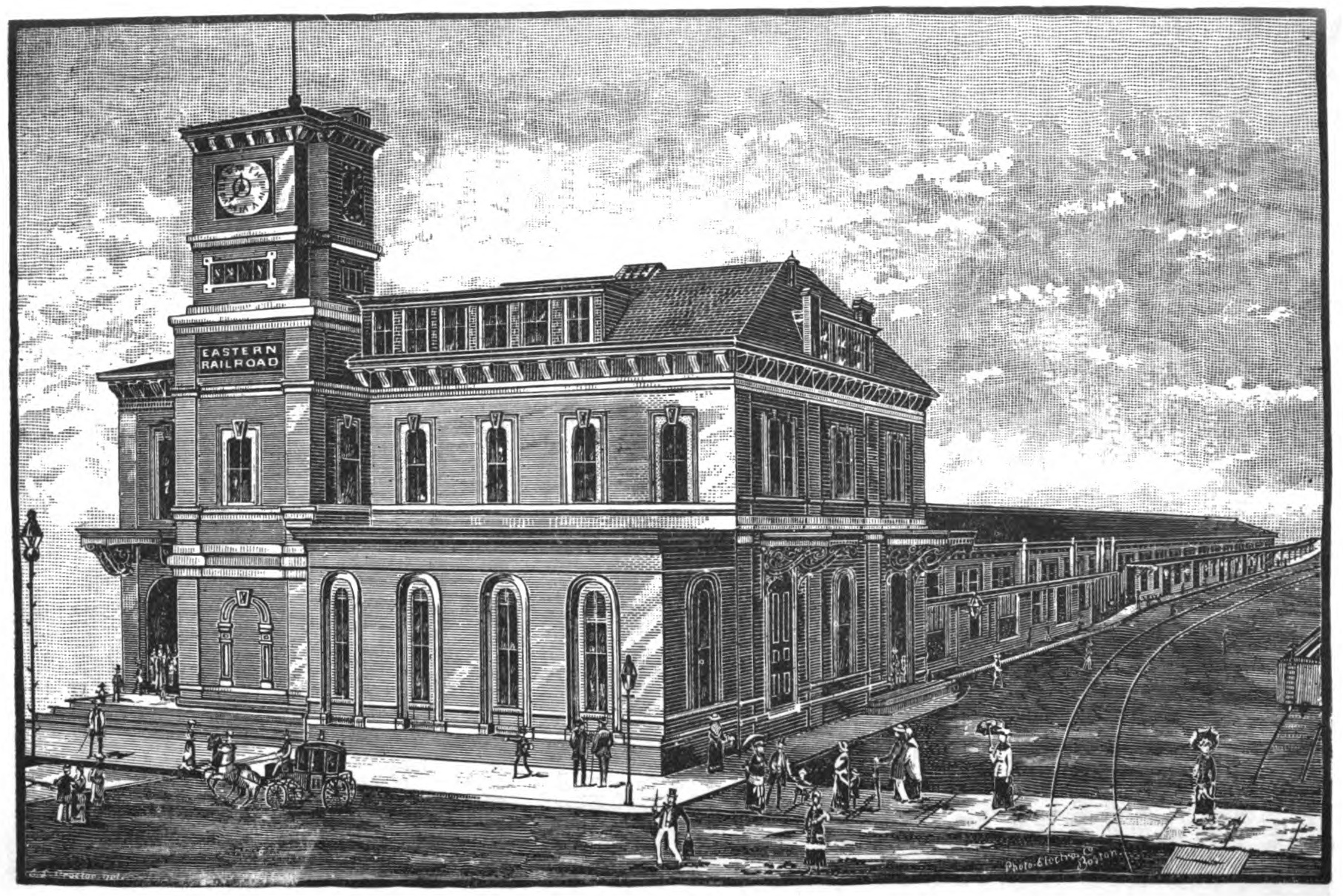
Kopfbahnhof der Eastern Railroad in Boston – Ausgangspunkt des Geschehens

Der 26. August 1871 war ein warmer und feuchter Samstagabend, an dem sich auch Dunst bildete. Das Verkehrsaufkommen bei der Bahn war hoch, da drei große Wochenendveranstaltungen außerhalb von Boston stattfanden, zwei große Massenevangelisationen und eine militärische Musterung. Der reguläre Fahrplan sah bei der Eastern Railroad an Wochenendtagen 152 Züge vor, an diesem Tag waren es aber wegen des absehbar hohen Verkehrsaufkommens 191. Dieses hohe Verkehrsaufkommen und eine technisch veraltete Zugabfertigung – das Management versuchte, weiterhin ohne Telegrafie auszukommen – verursachten erhebliche Verspätungen. Die Züge besaßen noch keine durchgehenden Bremssysteme und die Zugsicherung beruhte noch auf „Fahren im Zeitabstand“.

### Boston
Vier Züge fuhren nacheinander vom damaligen Kopfbahnhof der Eastern Railroad in Boston ab. Alle mussten für die ersten Kilometer bis Everett Junction dieselbe Strecke nutzen, die Bahnstrecke Boston–Revere. Wegen der schon über den Tag aufgelaufenen Verspätungen verkehrten alle diese Züge ebenfalls mit Verspätung:
- Plan: 18.30 Uhr, tatsächlich: gegen 19:00 Uhr: ein Zug nach Lynn über die Bahnstrecke Everett–Saugus–West Lynn
- Plan: 19.00 Uhr, tatsächlich: 19:53 Uhr: ein zweiter Zug mit gleichem Laufweg
- Plan: 19.15 Uhr, tatsächlich: 19:40 Uhr: ein Zug nach Beverly, der an allen Stationen hielt. Er führte einen Gepäckwagen, einen Wagen für Raucher und drei weitere Personenwagen.[3] Dessen Zugführer hatte gezögert, Boston so kurz vor dem Portland-Express zu verlassen, war aber von der Zugleitung beruhigt worden, dass der Lokführer des Portland-Express gewarnt sei, dass der Beverly-Zug Verspätung habe und sich unmittelbar vor ihm auf der Strecke befinde.[4]
- Plan: 20.00 Uhr, tatsächlich: 20:05 Uhr: der Portland Express. Er führte einen Gepäckwagen zwei oder drei Sitzwagen und einen Pullman-Schlafwagen.[3]

Der Tausch in der Reihenfolge der Abfahrten des zweiten Zugs des Zuges nach Beverly war dadurch verursacht, dass die Betriebsleitung erst einen einfahrenden Zug abwarten musste, um für diese Fahrt überhaupt eine Garnitur zur Verfügung zu haben.

### Everett
Die eingleisige Strecke nach Lynn über Saugus verlässt die Hauptstrecke in Everett Junction. Als der erste Zug für diese Strecke aus Boston an der Abzweigstelle eintraf, konnte er nicht weiterfahren, da die Strecke noch durch einen entgegenkommenden Zug besetzt war. Dieser entgegenkommende Zug war zu diesem Zeitpunkt aber noch nicht einmal im etwa 16 km entfernten Lynn abgefahren. Es gab ein Problem mit einer beschädigten Kupplung. Vor Everett Junction bildete sich so ein Rückstau. Er bestand schließlich aus dem ersten Zug nach Lynn über Saugus, einer einzeln fahrenden Lokomotive nach Salem, dem Zug nach Beverly, dem zweiten Zug nach Saugus und als letztes dem Schnellzug. Solche Blockaden – in Everett offenbar nicht allzu ungewöhnlich – wurden normalerweise dadurch entspannt, dass die aufgestauten Züge – gegen den entgegenkommenden Zug durch einen Mitarbeiter mit einer Signalflagge geschützt – auf der Strecke nach Lynn oder auf dem Gleis der Gegenrichtung der zweigleisigen Hauptstrecke zum Warten abgestellt wurden. Der reguläre Fahrdienstleiter war jedoch krank, und seine Vertretung ließ die Züge einfach auf der Hauptstrecke stehen.
Der aus der Gegenrichtung erwartete Zug verließ Lynn erst um 19:30 Uhr, mit 90 Minuten Verspätung und erreichte Everett um 20:10 Uhr. Erst jetzt konnte der erste Zug der Gegenrichtung sich aus dem Stau lösen, in die Nebenstrecke einfahren und die Hauptstrecke räumen. Dadurch konnte der folgende Zug nach Beverly auf der Hauptstrecke weiterfahren. Die einzelne Lokomotive nach Salem war, um Trassenkapazität zu sparen, an diesen Zug angekuppelt worden. Inzwischen hatte der Portland-Express den Stau vor Everett Junction erreicht und hielt hinter dem zweiten Zug nach Lynn. Nachdem auch dieser Zug abgefahren war, konnte auch der Express auf der Hauptstrecke weiterfahren.
Zu diesem Zeitpunkt hatten der Zugführer des Beverly-Zuges und der Lokomotivführer des Portland-Expresses unzutreffende Vorstellungen über den Standort und die Identität des jeweils anderen Zuges. Der Zugführer des Beverly-Zuges ging davon aus, dass der in Everett Junction hinter ihm wartende Zug der Portland-Express sei, und glaubte daher, dass dessen Lokführer wisse, dass der Beverly-Zug die Strecke unmittelbar vor ihm befuhr. Der Lokführer des Expresszuges war in Boston von der Fahrdienstleitung im letzten Moment – der Zug war schon angefahren – mündlich gewarnt worden, auf Züge vor ihm zu achten. Als er vor Everett Junction hinter dem zweiten Zug Richtung Lynn über Saugus angehalten wurde, nahm er an, dass der vor ihm stehende Zug der sei, vor dem er gewarnt worden war, und dachte, nachdem er gesehen hatte, dass der in die Nebenstrecke abbog, dass die Hauptstrecke vor ihm nun frei sei.

### Weiterfahrt nach Revere

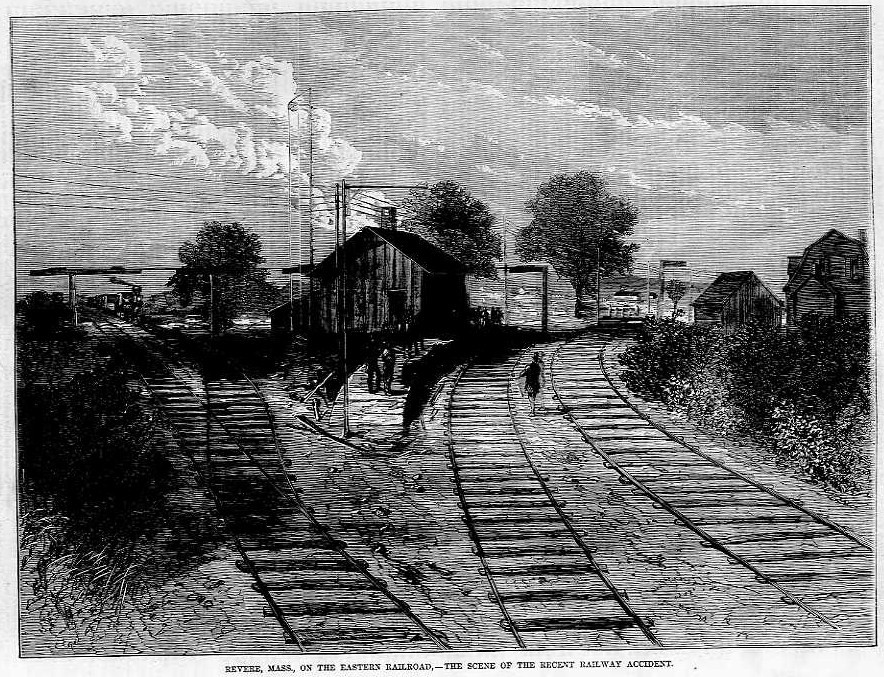
Holzschnitt des Bahnhofs Revere, kurz nach dem Unfall, mit Blick Richtung Boston. Die beiden Gleise rechts sind die zweigleisige Hauptstrecke, das linke ist der Abzweig nach East Boston

Der Beverly-Zug und der Portland Express fuhren aus Everett Junction im Abstand von nicht mehr als fünf Minuten auf der Bahnstrecke Boston–Revere weiter. Mehreren Mitarbeitern der Bahn fiel der kurze Abstand der Züge auf, aber keiner warnte den Lokführer des Expresszuges, da sie der Meinung waren, dass diesem die Tatsache des ihm unmittelbar vorausfahrenden Zuges bekannt sei.
Im Bereich von Revere war es dunstig und die Sicht nicht optimal. Vor der Einfahrt in den Bahnhof Revere verläuft die Strecke gerade und ein Fahrgast des Beverly-Zuges, der auf der hinteren Einstiegsplattform des letzten Wagens stand, konnte den Scheinwerfer des Expresszuges sehen. Die Züge waren, als der Zug nach Beverly im Bahnhof Revere hielt, noch etwa 1,5 km voneinander entfernt. Wegen der schlechten Sicht und eines schwachen Zugschlusssignals war es dem Lokführer des Expresszuges zunächst nicht möglich, den vor ihm fahrenden Zug zu erkennen. Zudem richtete sich die Aufmerksamkeit des Lokführers des Schnellzuges bei der Anfahrt auf den Bahnhof Revere nach oben auf ein Signal, das ihn darüber informierte, ob die Weichen der Zweigstrecke nach East Boston ordnungsgemäß gestellt waren, so dass er sie befahren durfte. Der Zug war zu diesem Zeitpunkt mit etwa 35 km/h unterwegs.

## Unfallhergang
Die beiden Zugbesatzungen wurden auf den jeweils anderen Zug erst aufmerksam, als sie etwa 250 m voneinander entfernt waren. Der Lokführer des Schnellzuges gab mit der Dampfpfeife das Signal „Gefahr – Bremsen anziehen“, schaltete auf „Rückwärtsfahrt“ und sprang dann von der Lokomotive ab, ebenso der Heizer, ohne zuvor noch die Zeit gehabt zu haben, die Bremse der Lokomotive anzuziehen. Der Lokführer kam mit leichten Verletzungen davon, der Heizer soll sogar unverletzt geblieben sein. Die Vorwarnzeit war so kurz, dass es den Bremsern des Schnellzuges nicht gelang, auch nur eine der Bremsen vollständig zu betätigen und nur zwei wurden so weit angezogen, dass sie Bremswirkung entfalteten. Der Schnellzug prallte gegen 20:15 Uhr auf den gerade anfahrenden Personenzug, hatte dabei nur noch eine Geschwindigkeit von etwa 15 km/h und schob den Personenzug um etwa drei Wagenlängen vor sich her. Aber selbst diese relativ niedrige Geschwindigkeit reichte aus, um erhebliche Schäden am letzten Wagen des Beverly-Zuges zu verursachen. Der war, ebenso wie die anderen Wagen des Zuges – wie damals üblich – überwiegend aus Holz gebaut. Etwa 65 bis 70 Menschen hielten sich in diesem Moment in dem letzten Wagen auf. Die Lokomotive des Schnellzuges schob sich zu etwa zwei Dritteln seiner Länge in den hinteren Personenwagen. Durch den Aufprall wurden Leitungen und Ventile an der Lokomotive abgerissen, so dass heißer Dampf in die Reste des Wagens entwich. Durch den Stoß wurden die Petroleumlampen in allen Wagen des Zuges aus ihren Verankerungen gerissen, das Petroleum entzündete sich, so dass sofort der gesamte Zug brannte.
Im Express entgleisten nur der Schlepptender der Lokomotive und der folgende Gepäckwagen. Die übrigen Fahrzeuge blieben im Gleis.

## Folgen

### Unmittelbare Folgen
29 Menschen starben – einige verbrannten, die meisten starben wohl an Verbrühungen –, alle hatten sich im letzten Wagen des Beverly-Zuges aufgehalten. 57 Menschen wurden darüber hinaus verletzt. Personen, die sich am Bahnhof aufgehalten hatten und unverletzte Reisende bemühten sich, die Eingeschlossenen zu retten, indem sie Teile des Wagendaches abzureißen versuchten. Die Bemühungen waren aber erfolglos, da das Feuer zu schnell auf die Trümmer übergriff. Aus den drei anderen, brennenden Wagen des Zuges konnten sich alle retten. Diese Fahrzeuge brannten komplett ab. Da die Eastern Railroad auch im Bahnhof Revere keinen Telegrafen unterhielt, musste jemand zum nächsten Ort reiten und von dort aus Hilfe anfordern. Ein Teil der Verletzten wurde später mit dem Pulman-Schlafwagen des Expresses nach Boston zurückgefahren und dort in Krankenhäuser gebracht.
Das war nach dem Eisenbahnunfall von Norwalk damals der zweitschwerste in der US-amerikanischen Eisenbahngeschichte.

### Nachwirkungen
Die Eisenbahnaufsicht (Board of Railroad Commissioners) des Staates Massachusetts kam zu dem Schluss, dass
1. die Kommunikation zwischen den Eisenbahnern und deren Disziplin weit unter den erforderlichen Standards gelegen habe.[10]
2. der Fahrzeugbestand der Eastern Railroad für das zu bewältigende Verkehrsaufkommen viel zu gering gewesen sei, was zu den Verspätungen beigetragen hatte.[11]
3. der Bahnhof Everett längst hätte mit einem Überholungsgleis ausgestattet werden müssen.[11]
4. die Weigerung des Managements der Eastern Railroad, Telegrafen für die Kommunikation zwischen den Betriebsstellen einzusetzen, erheblich zu dem Chaos beigetragen habe, dass am Abend des Unfalls herrschte.[11]
5. die Sonderverkehre an diesem Abend einen größeren Umfang hatten, als ein sicherer Betrieb dies unter den gegebenen Umständen erlaubte.[11]
6. die Konkurrenz zwischen der Eastern und der Boston and Maine Railroad mittelbar zu den Umständen beigetragen habe, die zu dem Unfall führten, und dass eine Zusammenlegung beider Gesellschaften im öffentlichen Interesse liege.[12]

Nach dem Unfall kam der Vorwurf gegen die Eastern Railroad auf, dass die mangelnde Zugsicherung bei der Bahngesellschaft „Mord“ gleichkomme. Sie wurde wegen ihrer rückständigen technischen Ausrüstung und Zugsicherung scharf kritisiert.
Gegen die Eastern Railroad wurden mehrere Klagen eingereicht, die das Unternehmen zusammen mit den Aufwendungen für die unumgängliche technische Nachrüstung an den Rand der Insolvenz führten und dazu beitrugen, dass ihre Konkurrentin, die Boston and Maine Railroad sie einige Jahre später übernahm. Außerdem beförderte der Unfall, die Einführung der in diesen Jahren erfundenen Westinghouse-Bremse.